# خوسيه لويس غرانت
خوسيه لويس غرانت (بالإسبانية: José Luis Grant)‏ (8 أبريل 1983 بلا سيبا في هندوراس - ) هو مدرب كرة قدم ولاعب كرة قدم هندوراسي في مركز الوسط. شارك مع منتخب هندوراس لكرة القدم. أما مع النوادي، فقد لعب مع نادي موتاجوا ‏ ونادي بيدا ونادي فيكتوريا وC.D. Real Juventud ‏.

## وصلات خارجية
- خوسيه لويس غرانت على موقع قاعدة بيانات كرة القدم.إي يو (الإنجليزية)
- خوسيه لويس غرانت على موقع ناشيونال فوتبول تيمز (الإنجليزية)